# Fídula

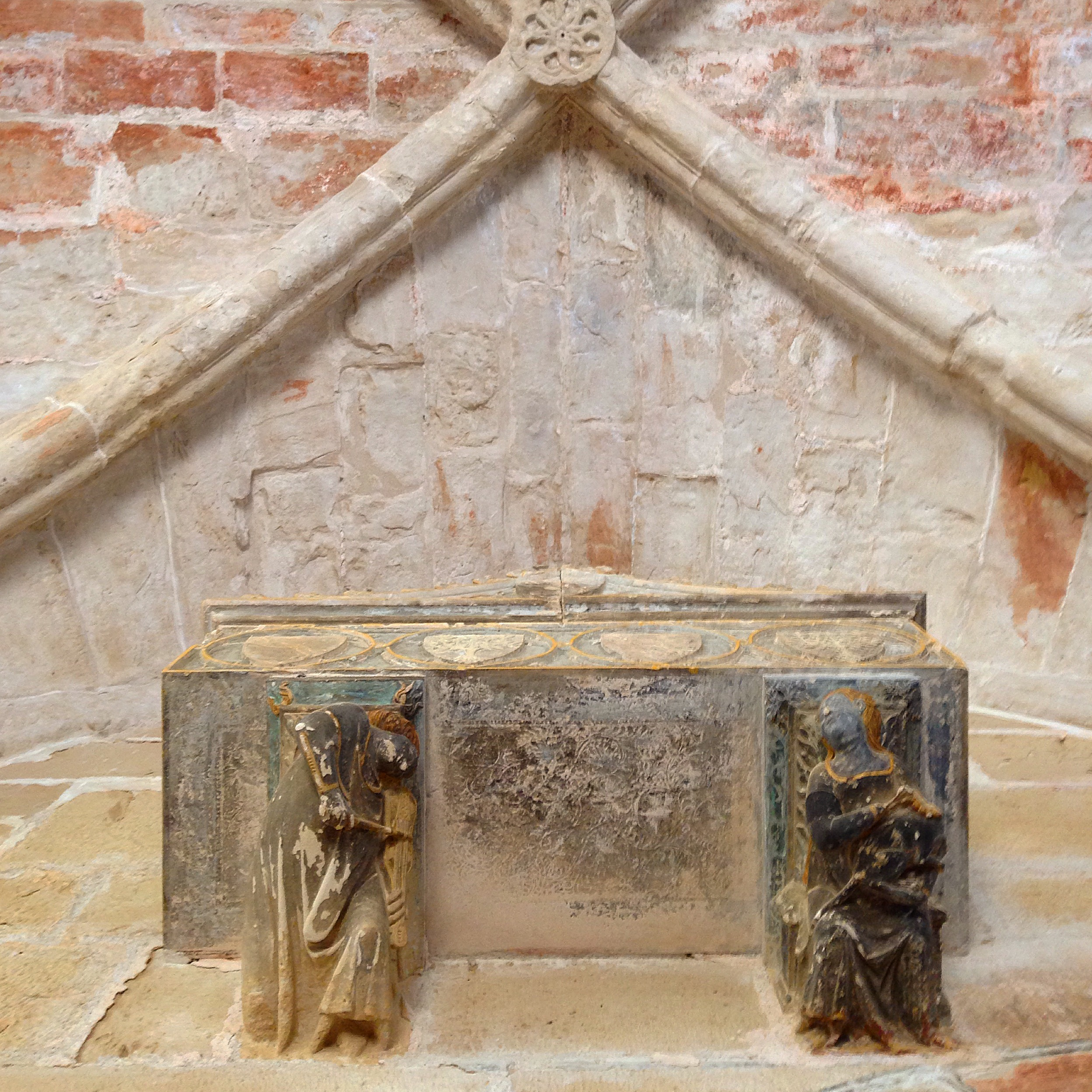
Fidula representada a la mènsula d'un sarcòfag al Reial Monestir de Santa Maria de Poblet

La fídula  és un instrument de corda fregada emprat en la música medieval amb un so que podríem qualificar de profund. Té un so més greu que el seu contemporani el rebec medieval. Posseeix cinc cordes que poden ser de budell, de seda o, segons alguna crònica, de metall. La caixa pot tenir forma d'oval, de gota d'aigua, de rectangle amb les cantonades arrodonides, o també de vuit, similar a la moderna guitarra. Les clavilles poden ser frontals, és a dir del dau frontal de l'instrument, o posteriors. Deriva probablement de la lira bizantina. 

Al no haver-hi instruments supervivents, les reproduccions actuals es fan a partir de la iconografia i l'escultura. Al Pòrtic de la Glòria a Santiago de Compostela, hi ha diversos models en mans dels 24 ancians que allí estan esculpits. 

L'arc, com tots els anteriors al període clàssic, té la seva corba cap a fora com l'arc de tir.